# Rodovia Artur Bernardes
A Rodovia Artur Bernardes é uma das duas vias terrestres que ligam Belém, no Pará, ao distrito administrativo de Icoaraci. Seu trajeto corta alguns bairros populosos como Pratinha, Tapanã e Val-de-Cans, é onde também está localizado a ALA 9 / BABE - Base Aérea de Belém, o Terminal Petroquímico de Miramar, a Base Naval de Val-de-Cães, o CIABA - Centro de Instrução Almirante Braz de Aguiar, a fábrica da CERPA - Cervejaria Paraense, entre outros. É considerada uma importante rodovia da capital, pois serve como interligação terrestre entre vários portos e unidades fabris da cidade.

## Características
A avenida em toda sua extensão é do tipo pavimento asfáltico, possui pista simples de mão dupla, pontes de concreto e também uma ciclovia de duplo sentido em um lado da pista segregada por blocos de concreto. É considerada uma importante via pois ao longo dela atravessa vários bairros da capital e é interligada a outras vias, nela estão instaladas várias fábricas, portos, galpões de depósito e transportadoras, etc. Devido o tráfego intenso de veículos pesados aliados a sinalização precária e imprudências, a via é constantemente palco de vários acidentes de trânsito. Em toda sua história recebeu apenas uma única revitalização, que ocorreu durante o mandato da ex-governadora do estado Ana Júlia Carepa. Já houve vários debates acerca de uma futura duplicação da rodovia e abertura de orla já que a mesma segue todo seu trajeto praticamente próximo as margens da Baía do Guajará, porém por questões desconhecidas nunca se levou a diante.
- 8° Depósito de Suprimentos - Exército Brasileiro
- Agropalma Belém
- ALA 9 / BABE - Base Aérea de Belém
- AMACON - Amazônia Indústria e Construções Navais
- Base Naval de Val-de-Cães
- CIIR - Centro Integrado de Inclusão e Reabilitação
- Centro de Hidrografia e Navegação do Norte
- Centro de Levantamentos e Sinalização Náutica da Amazônia Oriental
- Centro de Tecnologia da Eletronorte
- CERPA - Cervejaria Paraense
- CIABA - Centro de Instrução Almirante Braz de Aguiar
- Brasilit Saint Global
- Linave Navaegação
- Indústria Reunidas Raymundo da Fonte - Pará
- Petrobras - TELEM
- Santuário Nossa Senhora do Perpétuo Socorro
- Silnave Navegação
- Terminal Petroquímico de Miramar

## Confluências e referências
km 0 (início) - Cruzamento com a Avenida Pedro Álvares Cabral / Travessa Coronel Luíz Bentes
km 1 e 1,5 - Pontes sobre o canal São Joaquim
km 3 - Cruzamento com a Avenida Norte (acesso aos Conjuntos CDP / Providência / Promorar e Paraíso dos Pássaros)
km 4,4 - Rotatória / Cruzamento com a Avenida Pará (acesso ao Aeroporto Internacional de Belém e a Avenida Júlio Cesar)
km 7,6 - Cruzamento com a Passagem da Pratinha
km 11 - Cruzamento com a Travessa Haroldo Veloso
km 12,4 - Rotatória / Cruzamento com a Estrada do Tapanã (acesso ao bairro do Tapanã e o Parque Guajará)
km 13,3 e 13,6 - Pontes sobre a Bacia do Paracuri
km 14,6 (final) - Cruzamento com as Travessas Soledade e Manoel Barata (acesso a Campina de Icoaraci e o bairro do Paracuri)